# Yanaúl
Yanaúl (del ruso: Янаул); en baskir: Янауыл es una ciudad de la República de Baskortostán (Rusia), situada a 230 km al noroeste de Ufá, la capital de la república, y muy cercana a la frontera de la República de Udmurtia. Su población en el año 2010 era de 27 000 habitantes.

## Historia
Ha sido conocida la existencia de Yanaúl desde la primera mitad del siglo XVIII, y obtuvo el estatus o categoría de ciudad en 1991.